# Angelita Vargas
Angelita Vargas, pseudonimo di Ángela Vargas Vega (Siviglia, 1946 – Bormujos, 11 novembre 2023), è stata una ballerina e cantante spagnola rom di flamenco, considerata una delle più grandi star della scena musicale andalusa.

## Biografia

### Carriera
Avendo iniziato a ballare dall'età di 3 anni, a 8 anni si esibiva in tutta la Spagna con un gruppo chiamato "La Gitanilla". Si è esibita in Gran Bretagna, Nord America, Giappone, Paesi Bassi e Germania. Si esibì in gruppo all'Expo '98.

## Vita privata
Era sposata con El Biencasao e fu madre del ballerino Joselito (Jose Cortes Vargas).

## Riconoscimenti
Il New York Magazine ha scritto di lei che "usa le gambe come una bussola – un piede ruota in posizione mentre l'altro batte delicatamente un cerchio – una seconda volta, la "specialità" sembra degenerare in un trucco".
È stata insignita del Premio Pastora Imperio (Cordova, 1980) e del Premio Nacional al baile de la Cátedra de Flamencología (Jerez, 1986).